# Глушково (деревня, Шумячский район)
Глушко́во — деревня в Шумячском районе Смоленской области России. Входит в состав Понятовского сельского поселения. По состоянию на 2007 год постоянного населения не имеет. 
Расположена в юго-западной части области в 7 километрах к юго-западу от Шумячей, в 3 километрах южнее автодороги А101 Москва — Варшава («Старая Польская» или «Варшавка»), на берегу реки Михалевка. В 5 километрах восточнее деревни расположена железнодорожная станция Понятовка на линии Рославль — Кричев.

## История
В годы Великой Отечественной войны деревня была оккупирована гитлеровскими войсками в августе 1941 года, освобождена в сентябре 1943 года.